# Красная Звезда (Миллеровский район)
Красная Звезда — хутор в Миллеровском районе Ростовской области. Входит в состав Сулинского сельского поселения.

## География
На хуторе имеется одна улица: Ждановка.

## История
Хутор Красная Звезда в 1925 году находился в Мальчевско-Полненском районе (Сулинский сельский совет), в двух верстах от посёлка Сулин. Здесь было 9 дворов, жителей – 31 мужчин и 19 женщин.

## Население
| 2010 |
| ---- |
| 130  |

## Достопримечательности
Территория Ростовской области была заселена еще в эпоху неолита. Люди, живущие на древних стоянках и поселениях у рек, занимались в основном собирательством и рыболовством. Степь для скотоводов всех времён была бескрайним пастбищем для домашнего рогатого скота. От тех времен осталось множество курганов с захоронениями жителей этих мест. Курганы и курганные группы находятся на государственной охране.
Поблизости от территории хутора Красная Звезда Миллеровского района расположено несколько достопримечательностей – памятников археологии. Они охраняются в соответствии с Федеральным законом от 25.06.2002 N 73-ФЗ "Об объектах культурного наследия (памятниках истории и культуры) народов Российской Федерации", Областным законом от 22.10.2004 N 178-ЗС "Об объектах культурного наследия (памятниках истории и культуры) в Ростовской области", Постановлением Главы администрации РО от 21.02.97 N 51 о принятии на государственную охрану памятников истории и культуры Ростовской области и мерах по их охране и др.
- Курганная группа "Красная Звезда I" из 3 курганов. Находится на расстоянии около 1,3 км к востоку от хутора Красная Звезда.
- Курганная группа "Красная Звезда II" из 2 курганов. Находится на расстоянии около 3,0 км к северо-северо-западу от хутора Красная Звезда.
- Курган "Садовый I". Находится на расстоянии около 0,5 км к западу от хутора Красная Звезда.
- Курган "Садовый II". Находится на расстоянии около 1,0 км к западу-юго-западу от хутора Красная Звезда[4].